# Eric Bischoff
Eric Aaron Bischoff (n. 27 mai 1955, Detroit, Michigan, SUA) este un producător de televiziune american și antreprenor. Este cunoscut în special pentru munca sa din World Championship Wrestling a anilor '90, unde a fost producător executiv și ulterior președinte al promoției de wrestling. Grupul New World Order este considerat a fi creația lui Bischoff, acesta fiind însuși și membru nWo. Ulterior a fost manager general WWE Raw și producător executiv TNA (Impact Wrestling). În TNA, el a creat un alt grup "heel" (Immortal, al cărui lider a fost alături de Hulk Hogan).  
S-a implicat și în afaceri, producând show-uri reality TV și jocuri video pentru vânzare, iar la un moment dat a fost și co-cumpărător WCW (tranzacție care a eșuat).  